# Lojo Sparbank
Lojo Sparbank (finska: Lohjan Säästöpankki) var en självständig sparbank i Lojo i det finländska landskapet Nyland. Sparbanken grundades år 1870. Bankens huvudkontor låg i Lojo centrum vid Larsgatan. Banken har haft fyra olika byggnader på samma plats under tidens lopp. Den tredje byggnaden som fortfarande står kvar byggdes 1959.
År 1959 öppnade Lojo Sparbank en filial vid Lojo station. Stationsområdets kontor fick ny lokal år 1976 från Vendelä FBKs hus. Banken hade också filial i Routiobacka.
År 1988 fusionerades Lojo Sparbank, Virkby Sparbank, Karislojo Sparbank och Sammatti Sparbank till Västra Nylands Sparbank. År 1991 blev också Nummis och Pusula sparbanker en del av Västra Nylands Sparbank.